# Mesacanthoides magna
Mesacanthoides magna is een rondwormensoort uit de familie van de Thoracostomopsidae. De wetenschappelijke naam van de soort is voor het eerst geldig gepubliceerd in 1977 door Coles.